# Medagliere dei Giochi della I Olimpiade

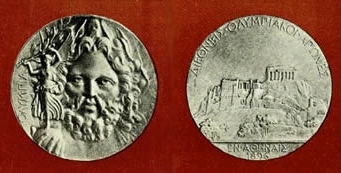
Medaglie d'argento assegnate al vincitore di ogni gara, coniate da Chaplain.

Il medagliere dei Giochi della I Olimpiade è una lista che esprime il numero di medaglie dei comitati olimpici nazionali presenti ad Atene 1896, i primi giochi olimpici dell'era moderna, che si tenne nella capitale greca, dal 6 al 15 aprile 1896. Un totale di 241 atleti, provenienti da 14 nazioni, parteciparono ai 43 diversi eventi sportivi, relativi a nove sport.
Dieci delle quattordici nazioni partecipanti, oltre alla squadra mista, conquistarono almeno una medaglia. Gli Stati Uniti d'America vinsero il maggior numero di titoli olimpici, mentre il paese ospitante, la Grecia, conquistò il maggior numero di medaglie, conquistando solo una medaglia d'oro in meno rispetto agli statunitensi. Bulgaria, Cile, Svezia e Italia non vinsero alcuna medaglia.
Dal momento che solo i primi due classificati ottenevano dei premi, la presentazione delle medaglie di bronzo ha uno scopo puramente conoscitivo, in raffronto ai giochi olimpici contemporanei. Infatti, queste medaglie sono state assegnate retroattivamente dal Comitato Olimpico Internazionale. In questa edizione dei giochi, era consentito di comporre squadre anche ad atleti di paesi diversi, i cui risultati oggi il Comitato Olimpico Internazionale raggruppa sotto la solita voce con il termine di "Squadra mista" (codice CIO ZZX). Questa era composta da atleti di diverse nazionalità che gareggiavano insieme nel torneo di doppio di tennis. Alcuni atleti vinsero medaglie, sia individualmente, che come squadra, quindi possono, a seconda dei casi, far parte di una o di un'altra nazione. Dionysios Kasdaglis, un tennista greco, originario di Alessandria, Egitto, è inserito dal CIO nella Grecia, per quanto riguarda il singolare ma Kasdaglis e il suo compagno di doppio, Dimitrios Petrokokkinis, fanno parte della squadra mista, a causa del loro secondo posto nel torneo di tennis a coppie.
Ai vincitori di ogni gara spettavano una corona d'olivo (proveniente dall'Altis, nei pressi di Olimpia), una medaglia d'argento, coniata da Jules-Clément Chaplain su richiesta di de Coubertin, e un diploma, disegnato dal pittore greco Nikolaos Gysis. I secondi classificati invece ricevevano una medaglia di rame, disegnata da Nikiphoros Lytras, e un ramo d'alloro. Due risultati di parità si verificarono in queste Olimpiadi, cosa che incrementò il numero di medaglie di varie nazioni; il pareggio si verificò tra i greci Evangelos Damaskos e Ioannis Theodoropoulos nel salto con l'asta e tra il greco Konstantinos Paspatis e l'ungherese Momcsilló Tapavicza nel singolare di tennis.
Inoltre, alcuni eventi non ebbero alcun terzo classificato, quindi non fu assegnata alcuna medaglia di bronzo.

## Medagliere completo

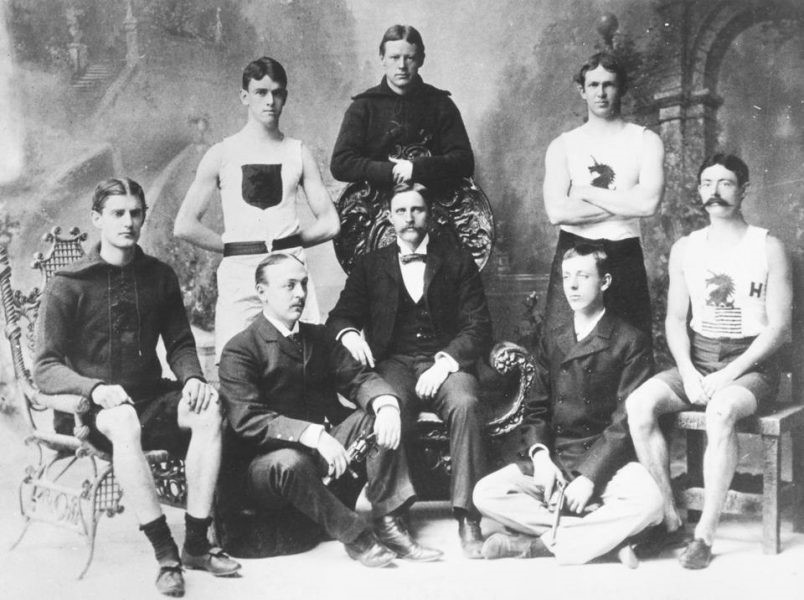
Alcuni membri della prima squadra olimpica statunitense nel 1896. In piedi: T.E. Burke, Thomas P. Curtis, Ellery H. Clark. Seduti: W.W. Hoyt, Sumner Paine, Trainer John Graham, John B. Paine, Arthur Blake

Nazione ospitante 
| Posizione | Paese         |    |    |    | Totale |
| --------- | ------------- | -- | -- | -- | ------ |
| 1         | Stati Uniti   | 11 | 7  | 2  | 20     |
| 2         | Grecia        | 10 | 17 | 19 | 46     |
| 3         | Germania      | 6  | 5  | 2  | 13     |
| 4         | Francia       | 5  | 4  | 2  | 11     |
| 5         | Gran Bretagna | 2  | 3  | 2  | 7      |
| 6         | Ungheria      | 2  | 1  | 3  | 6      |
| 7         | Austria       | 2  | 1  | 2  | 5      |
| 8         | Australia     | 2  | 0  | 0  | 2      |
| 9         | Danimarca     | 1  | 2  | 3  | 6      |
| 10        | Svizzera      | 1  | 2  | 0  | 3      |
| 11        | Squadra mista | 1  | 1  | 1  | 3      |
| Totale    | Totale        | 43 | 43 | 36 | 122    |

### Nazioni non medagliate
| Posizione | Paese    |   |   |   | Totale |
| --------- | -------- | - | - | - | ------ |
| 12        | Bulgaria | 0 | 0 | 0 | 0      |
| 12        | Cile     | 0 | 0 | 0 | 0      |
| 12        | Italia   | 0 | 0 | 0 | 0      |
| 12        | Svezia   | 0 | 0 | 0 | 0      |

#### Plurimedagliati
Lo sportivo più medagliato dell'Olimpiade fu il tedesco Hermann Weingärtner, con sette medaglie, che, oltre che vincere la gara di lotta, dominò, insieme alla Berliner Turnerschaft, le gare di ginnastica. Un suo compagno, Carl Schuhmann, fu quattro volte campione olimpico. Per quanto riguarda i protagonisti delle altre discipline, il francese Paul Masson vinse tre delle sei gare ciclistiche in programma e l'ungherese Alfréd Hajós due delle quattro gare di nuoto. Gli atleti statunitensi dominarono le gare di atletica leggera, vincendo nove gare su dodici; in particolare, Bob Garrett vinse quattro medaglie, risultando due volte campione olimpico. L'inglese John Pius Boland vinse entrambe le gare di tennis, mentre Viggo Jensen vinse una medaglia olimpica in entrambe le gare di sollevamento pesi.

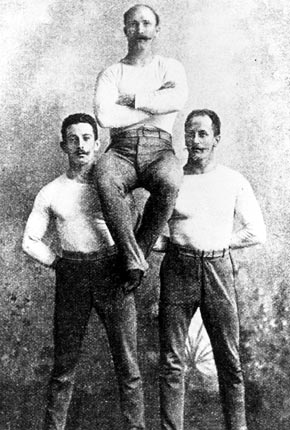
Da destra; Alfred Flatow, Carl Schuhmann e Hermann Weingärtner.

| Posizione | Atleta                  | Disciplina                    |   |   |   | Totale |
| --------- | ----------------------- | ----------------------------- | - | - | - | ------ |
| 1         | Carl Schuhmann          | Ginnastica - Lotta            | 4 | 0 | 0 | 4      |
| 2         | Hermann Weingärtner     | Ginnastica                    | 3 | 2 | 1 | 6      |
| 3         | Alfred Flatow           | Ginnastica                    | 3 | 1 | 0 | 4      |
| 4         | Paul Masson             | Ciclismo                      | 3 | 0 | 0 | 3      |
| 5         | Bob Garrett             | Atletica leggera              | 2 | 2 | 0 | 4      |
| 6         | Fritz Hofmann           | Atletica leggera - Ginnastica | 2 | 1 | 1 | 4      |
| 7         | Conrad Böcker           | Ginnastica                    | 2 | 0 | 1 | 3      |
| 7         | Teddy Flack             | Atletica leggera              | 2 | 0 | 1 | 3      |
| 9         | John Pius Boland        | Tennis                        | 2 | 0 | 0 | 2      |
| 9         | Tom Burke               | Atletica leggera              | 2 | 0 | 0 | 2      |
| 9         | Ellery Clark            | Atletica leggera              | 2 | 0 | 0 | 2      |
| 9         | Gustav Flatow           | Ginnastica                    | 2 | 0 | 0 | 2      |
| 9         | Alfréd Hajós            | Nuoto                         | 2 | 0 | 0 | 2      |
| 9         | Fritz Manteuffel        | Ginnastica                    | 2 | 0 | 0 | 2      |
| 9         | Karl Neukirch           | Ginnastica                    | 2 | 0 | 0 | 2      |
| 9         | Richard Röstel          | Ginnastica                    | 2 | 0 | 0 | 2      |
| 9         | Gustav Schuft           | Ginnastica                    | 2 | 0 | 0 | 2      |
| 19        | Viggo Jensen            | Sollevamento pesi - Tiro      | 1 | 2 | 1 | 4      |
| 20        | Louis Zutter            | Ginnastica                    | 1 | 2 | 0 | 3      |
| 21        | James Connolly          | Atletica leggera              | 1 | 1 | 1 | 3      |
| 21        | Léon Flameng            | Ciclismo                      | 1 | 1 | 1 | 3      |
| 21        | Iōannīs Fragkoudīs      | Tiro a segno                  | 1 | 1 | 1 | 3      |
| 24        | Nikolaos Andriakopoulos | Ginnastica                    | 1 | 1 | 0 | 2      |
| 24        | Elliot Launceston       | Sollevamento pesi             | 1 | 1 | 0 | 2      |
| 24        | Geōrgios Orfanidīs      | Tiro a segno                  | 1 | 1 | 0 | 2      |
| 24        | Sumner Paine            | Tiro a segno                  | 1 | 1 | 0 | 2      |
| 28        | Adolf Schmal            | Ciclismo                      | 1 | 0 | 2 | 3      |
| 29        | Iōannīs Mītropoulos     | Ginnastica                    | 1 | 0 | 1 | 2      |

#### Medagliere per disciplina
La tabella rappresenta i risultati dei paesi che hanno conquistato almeno una medaglia;
| Paese         | Atletica leggera | Ciclismo | Ginnastica | Lotta | Nuoto | Scherma | Sollevamento pesi | Tennis | Tiro a segno | Totale |
| ------------- | ---------------- | -------- | ---------- | ----- | ----- | ------- | ----------------- | ------ | ------------ | ------ |
| Grecia        | 10               | 4        | 6          | 2     | 7     | 4       | 2                 | 2      | 9            | 46     |
| Stati Uniti   | 17               | -        | -          | -     | -     | -       | -                 | -      | 3            | 20     |
| Germania      | 1                | 1        | 10         | 1     | -     | -       | -                 | -      | -            | 13     |
| Francia       | 2                | 6        | -          | -     | -     | 3       | -                 | -      | -            | 11     |
| Gran Bretagna | 2                | 2        | -          | -     | -     | -       | 2                 | 1      | -            | 7      |
| Danimarca     | -                | -        | -          | -     | -     | 1       | 2                 | -      | 3            | 6      |
| Ungheria      | 3                | -        | -          | -     | 2     | -       | -                 | 1      | -            | 6      |
| Austria       | -                | 3        | -          | -     | 2     | -       | -                 | -      | -            | 5      |
| Svizzera      | -                | -        | 3          | -     | -     | -       | -                 | -      | -            | 3      |
| Squadra mista | -                | -        | -          | -     | -     | -       | -                 | 3      | -            | 3      |
| Australia     | 2                | -        | -          | -     | -     | -       | -                 | -      | -            | 2      |
| Totale        | 37               | 16       | 19         | 3     | 11    | 8       | 6                 | 7      | 15           | 122    |